# Jens Schöngarth
Jens Schöngarth, né le 7 décembre 1988 à Emmendingen, est un joueur de handball international allemand.
Il obtient sa première sélection le 4 janvier 2015 contre l'Islande. Depuis, il a joué 15 matches internationaux pour l'Allemagne, marquant 24 buts.

## Palmarès

### Sélections nationale
- médaille d'or au championnat du monde junior en 2009